# Зейтарт
Зейтарт (нід. Zijtaart) — село в нідерландській провінції Північний Брабант. Входить до муніципалітету Меєрейстад.
Його площа становить 6,43 км², а населення станом на 2021 рік складало 1 655 осіб.

## Галерея

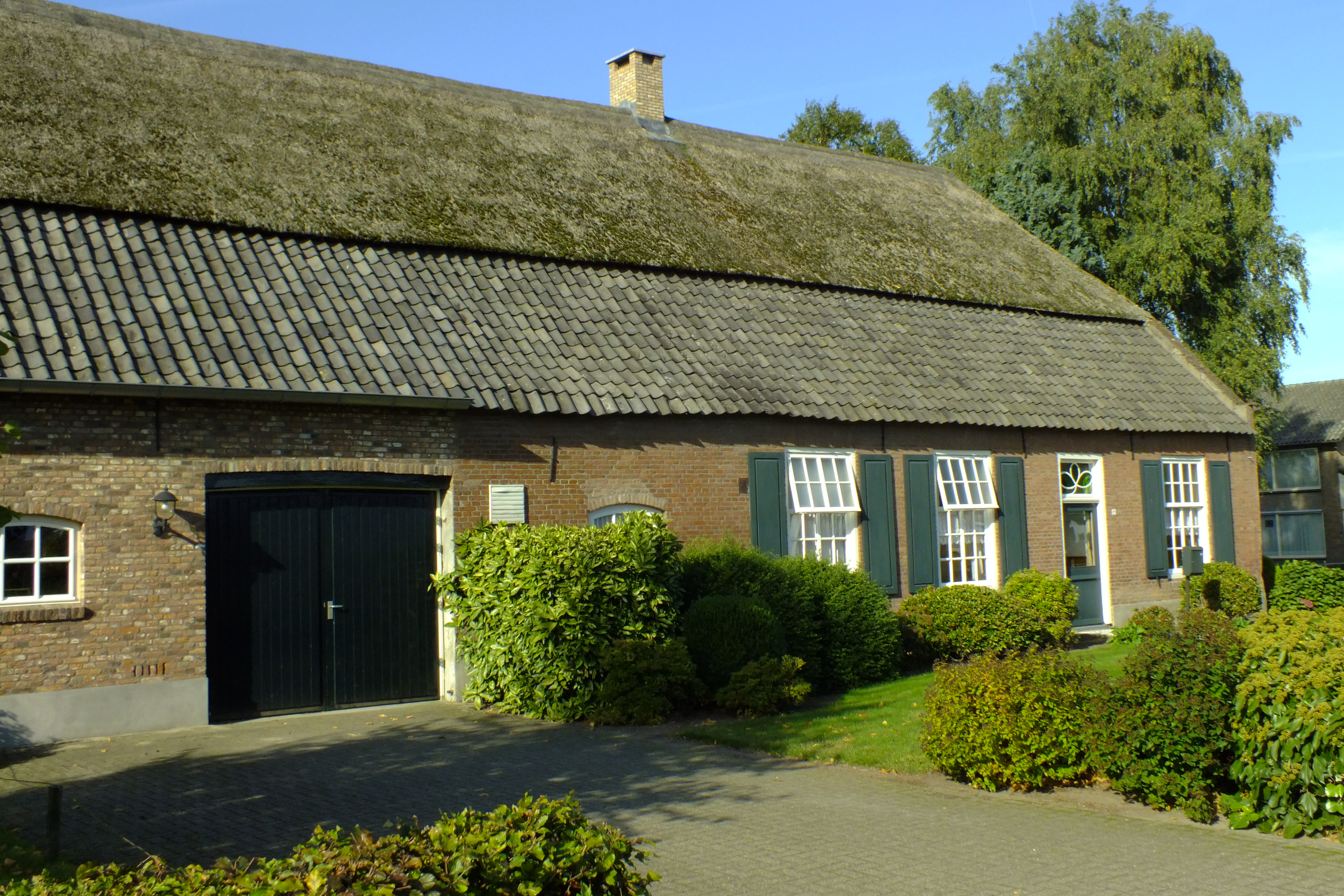
Ферма в Зейтарті
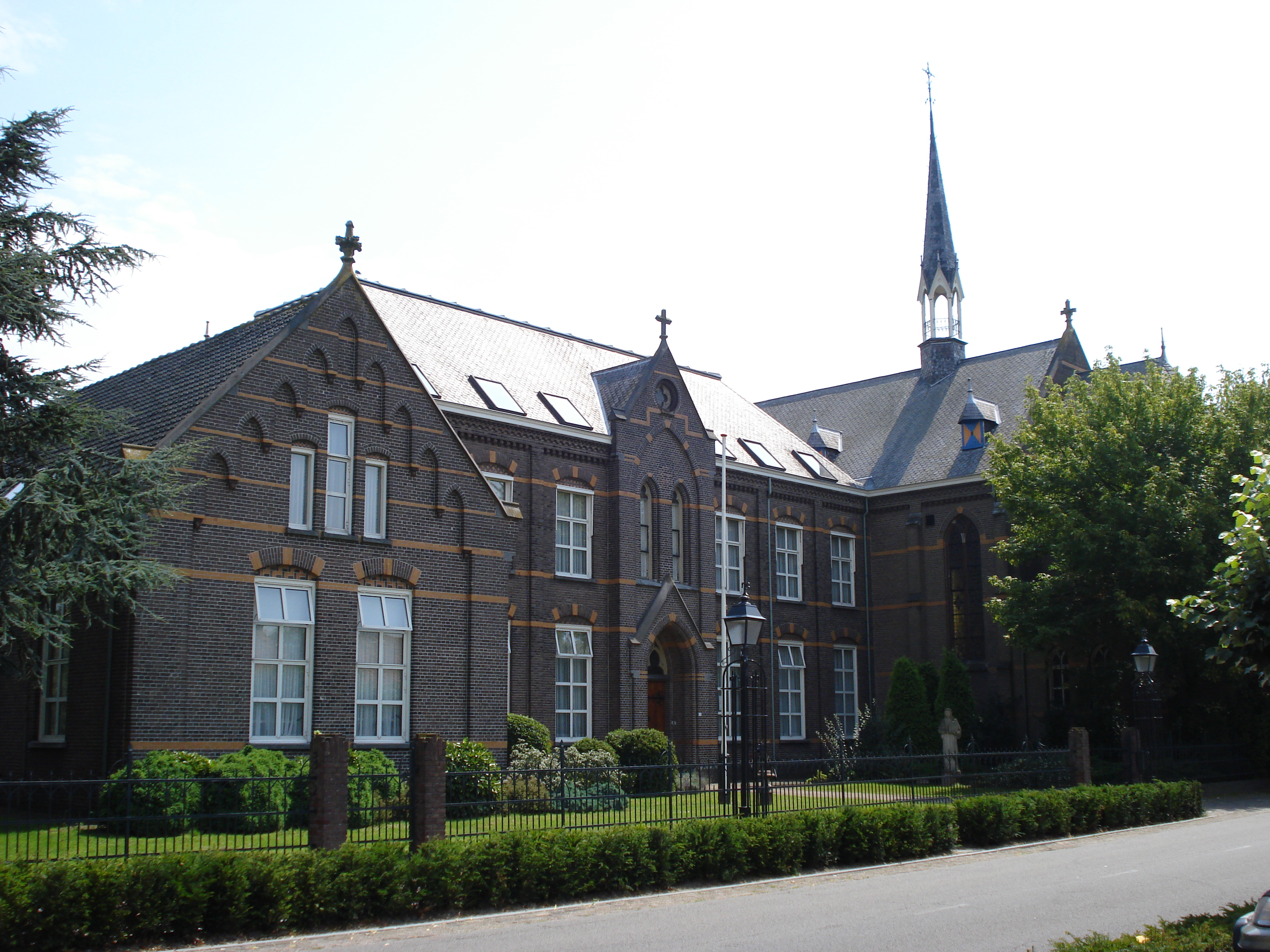
Будівля колишнього жіночого монастиря
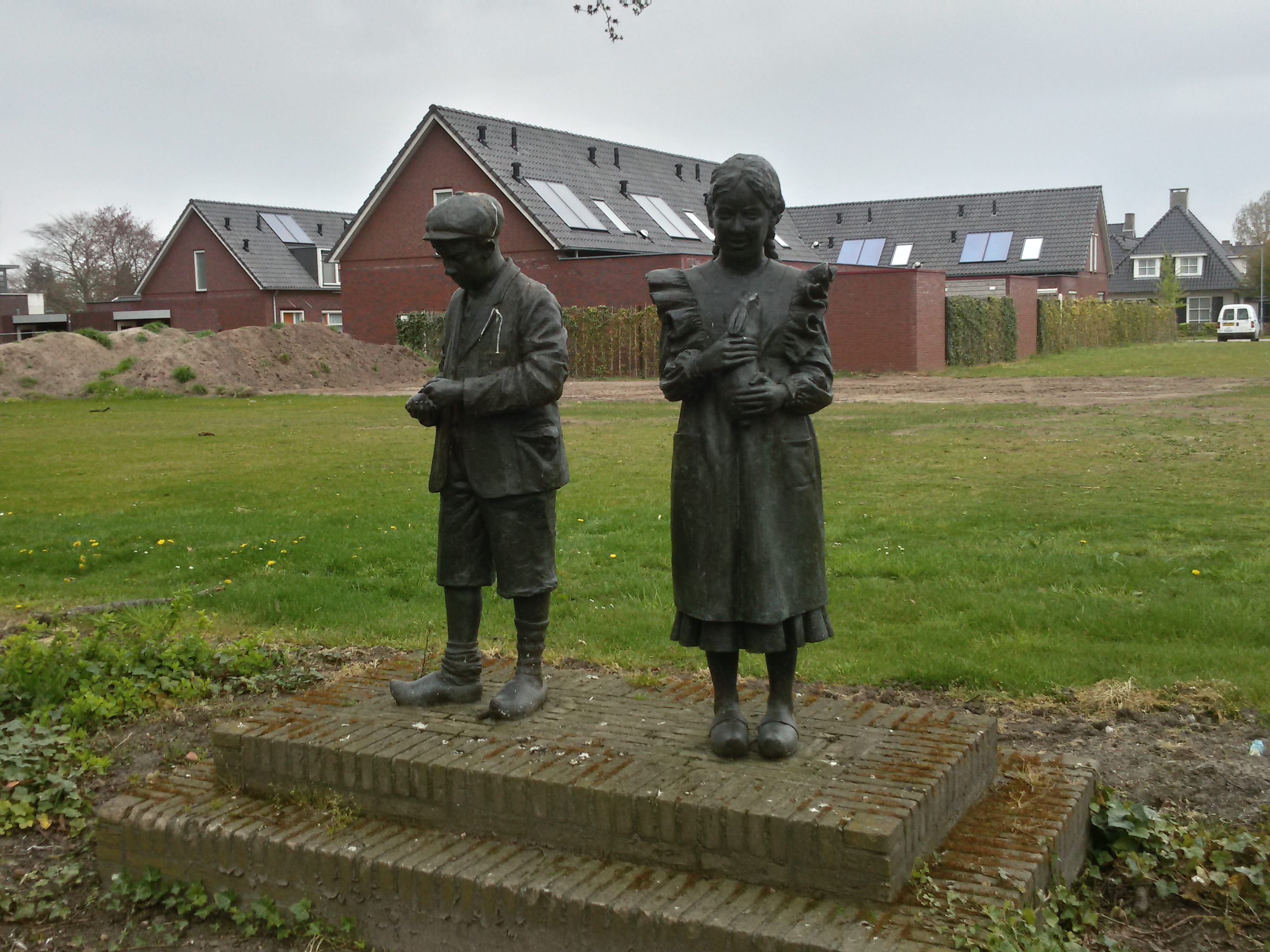
Статуї дітей у селі